# Glavna diagonala
Glavna diagonala kvadratne matrike {\displaystyle A\,} je skupina elementov {\displaystyle a_{ij}\,} pri katerih je {\displaystyle i\,}  enak {\displaystyle j\,}.
Pri kvadratni matriki so to elementi, ki jih najdemo na mestih od levega zgornjega kota matrike do desnega spodnjega kota. Elementi, ki pa ležijo na drugih smereh od desne zgoraj do leve spodaj, pa so na stranskih diagonalah (antidiagonala).
Vsaka diagonalna matrika je simetrična.
Primer diagonalne matrike z elementi enakimi 1  na glavni diagonali (enotska matrika) je
{\displaystyle A={\begin{bmatrix}1&0&0&0\\0&1&0&0\\0&0&1&0\\0&0&0&1\end{bmatrix}}}
V naslednji matriki pa so elementi v smeri druge diagonale različni od nič
{\displaystyle B={\begin{bmatrix}0&0&0&1\\0&0&1&0\\0&1&0&0\\1&0&0&0\end{bmatrix}}}.
Elementi lahko ležijo tudi na eni izmed stranskih diagonal 
{\displaystyle C={\begin{bmatrix}0&1&0&0\\0&0&1&0\\0&0&0&1\\0&0&0&0\end{bmatrix}}}
Kadar so v kvadratni matriki vsi elementi zunaj glavne diagonale enaki 0, je matrika diagonalna. Vsota elementov na glavni diagonali matrice pa se imenuje sled matrike.
Glavno diagonalo lahko tudi določimo v pravokotnih matrikah (nimajo enakega števila stolpcev in vrstic). Način določanja elementov, ki ležijo na glavni diagonali pa je enak kot pri kvadratnih matrikah. Dva primera takšnih matrik sta
{\displaystyle {\begin{bmatrix}1&0&0&0\\0&1&0&0\\0&0&1&0\end{bmatrix}}}
{\displaystyle {\begin{bmatrix}1&0&0\\0&1&0\\0&0&1\\0&0&0\end{bmatrix}}}.
V obeh primerih so elementi na glavnih diagonalah enaki 1.